# تپه کانی برف
تپه کانی برف در شهرستان سقز، بخش مرکزی، روستای تموغه واقع شده و این اثر در تاریخ ۲۳ شهریور ۱۳۸۲ با شمارهٔ ثبت ۱۰۰۸۰ به‌عنوان یکی از آثار ملی ایران به ثبت رسیده است.